# Hooppole
Hooppole és una població dels Estats Units a l'estat d'Illinois. Segons el cens del 2000 tenia 162 habitants.

## Demografia
Segons el cens del 2000, Hooppole tenia 162 habitants, 61 habitatges, i 45 famílies. La densitat de població era de 178,7 habitants/km².
Dels 61 habitatges en un 29,5% hi vivien nens de menys de 18 anys, en un 67,2% hi vivien parelles casades, en un 6,6% dones solteres, i en un 26,2% no eren unitats familiars. En el 21,3% dels habitatges hi vivien persones soles l'11,5% de les quals corresponia a persones de 65 anys o més que vivien soles. El nombre mitjà de persones vivint en cada habitatge era de 2,66 i el nombre mitjà de persones que vivien en cada família era de 3,02.
Per edats la població es repartia de la següent manera: un 27,2% tenia menys de 18 anys, un 4,3% entre 18 i 24, un 26,5% entre 25 i 44, un 30,2% de 45 a 60 i un 11,7% 65 anys o més.
L'edat mediana era de 38 anys. Per cada 100 dones de 18 o més anys hi havia 103,4 homes.
La renda mediana per habitatge era de 32.188 $ i la renda mediana per família de 37.083 $. Els homes tenien una renda mediana de 27.321 $ mentre que les dones 21.667 $. La renda per capita de la població era de 16.638 $. Aproximadament el 4,3% de les famílies i el 4,3% de la població estaven per davall del llindar de pobresa.

## Poblacions més properes
El següent diagrama mostra les poblacions més properes.